# Eloy (Arizona)
Eloy é uma cidade localizada no estado americano do Arizona, no condado de Pinal. Foi incorporada em 1949.

## Geografia
De acordo com o United States Census Bureau, a cidade tem uma área de 289 km², onde 288,8 km² estão cobertos por terra e 0,2 km² por água.

### Localidades na vizinhança
O diagrama seguinte representa as localidades num raio de 40 km ao redor de Eloy.

## Demografia
Segundo o censo nacional de 2010, a sua população é de 16 631 habitantes e sua densidade populacional é de 57,6 hab/km². Possui 3 691 residências, que resulta em uma densidade de 12,8 residências/km².